# Добривоје Ћилерџић
Добривоје Ћилерџић (Грачац, код Врњачке Бање, 4. април 1920 — Диселдорф, 11. мај 1995) је био припадник Збора током Другог светског рата и свештеник Српске православне цркве у Немачкој након Другог светског рата. Његов син Андреј Ћилерџић је епископ швајцарско-аустријски.

## Биографија
После завршеног основног школовања, похађао је државну гимназију у Краљеву, да би потом прешао у Призренску богословију продуживши традицију породичне свештеничке лозе по мајци.
У Призрену се нашао када је избио Други светски рат. Као активни члан Збора Димитрија Љотића, Добривоје Ћилерџић је ступио као добровољац у редове 5. добровољачког пука.
Након рата успео је да пребегне 1945. године у јужну Италију и затим од 1947. године је био у северној Немачкој у заједници изгнаничке јерархије Српске православне цркве.

## Емиграција и живот у дијаспори
Богословске студије наставио је на Универзитету у Минстеру, а 1950. године се оженио Немицом Маријаном из породице Приор из Вестфалије.
Рукоположен је од руског епископа Филотеја 1954. године у чин ђакона и одмах потом у чин презвитера. Прва парохија је била је у Лингену, на северу Немачке, да би затим постао парох у Оснабрику где се налазио велики број избеглица.
У сарадњи са истакнутим личностима емиграције отпочео је изградњу српског православног храма Светог великомученика Георгија у Оснабрику, задужбину Срба у изгнанству коју је касније осветио потоњи епископ западноевропски и новозеландски Лаврентије.
Године 1961. прелази на парохију оца Николаја у Диселдорфу и ту остаје 34 године до своје смрти.
Године 1966. Добривоје Ћилерџић одликован је протојерејским чином, одлуком патријарха српског Германа, а из руку епископа западноамеричког Григорија. Саградио је у Диселдорфу, уз помоћ протестантске и Римокатоличке цркве у Немачкој, храм посвећен Светом Сави.
Када је владика Лаврентије 12. маја 1991. године из Америке пренео у Србију тело Николаја Велимировића, тада је и Добривоје Ћилерџић по први пут после 1945. године ступио на тло Југославије и учествовао у чину полагања тела владике Николаја у манастиру Лелић код Ваљева.
За време ратова на простору бивше Југославије, Добривоје Ћилерџић је са својим сарадницима у Диселдорфу организовао слање помоћи народу у Србији.

## Одликовање и смрт
Протојереј-ставрофор Добривоје Ћилерџић умро је 11. маја 1995. године у 75. години живота у свом стану у Диселдорфу.
Неколико месеци пред његову смрт одликован је Орденом Светог Саве првог степена. Патријарх српски Павле је у својој одлуци о одликовању проте Добривоја истакао је „да је прота уложио посебан труд на организовању мисије Српске православне цркве у Немачкој, као на чувању њеног јединства у Западној Европи“.
Добривоје Ћилерџић има два сина: јереја Петра Ћилерџића из Митрополије загребачко-љубљанске и Андреја Ћилерџића, епископа аустријско-швајцарског.